# Cora Sandel

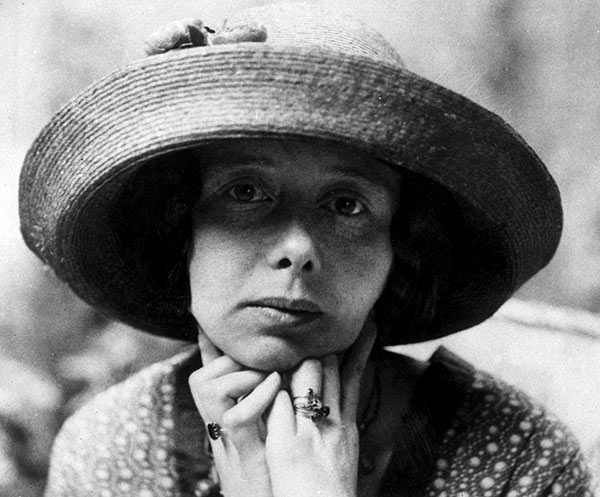
Cora Sandel (um 1896)

Cora Sandel (* 20. Dezember 1880 als Sara Cecilie Margareta Gørvell Fabricius in Christiania; † 3. April 1974 in Uppsala, Schweden) war eine norwegische Schriftstellerin, die auf Riksmål schrieb.
Sie wuchs in Tromsø auf und siedelte mit 25 Jahre nach Paris über, wo sie sich als Künstlerin zu etablieren versuchte. Hier besuchte sie eine Malerschule und schrieb ihre ersten Reiseschilderungen und Novellen. 1921 wurde sie in Schweden wohnhaft.
Erst nach ihrer Trennung vom Künstler Anders Jönsson kam 1926 ihr Debüt, der semi-autobiographische Roman Alberte og Jakob als erster Teil einer Trilogie. Die Alberte-Trilogie wurde mit Alberte og friheten (1931) und Bare Alberte (1939) fortgesetzt und gilt als Hauptwerk Cora Sandels.

## Bibliographie
- Alberte og Jakob, Roman 1926
- En blå sofa, Novellensammlung 1929
- Alberte og friheten, Roman 1931
- Carmen og Maja, Novellensammlung 1932
- Mange takk, doktor, Novellensammlung 1935
- Bare Alberte, Roman 1939
- Dyr jeg har kjent, Novellensammlung 1946
- Kranes konditori, Roman 1946
- Figurer på mørk bunn, Novellensammlung 1949
- Kjøp ikke Dondi, Roman 1958
- Barnet som elsket veier, Novellensammlung und Zeichnungen, 1973